# ビクトル・カセレス
ビクトル・ハビエル・カセレス・セントゥリオン（Víctor Javier Cáceres Centurión、1985年3月25日 - ）は、パラグアイ・アスンシオン出身の元サッカー選手。元パラグアイ代表。主なポジションは守備的MF。同じくサッカー選手のマルコス・カセレスは実弟。

## 経歴
18歳の時にアトランティーダSCのユースでプレーし始め、のちにクラブ・リベルタに移った。21歳でデビューし、中心選手となった。
2010 FIFAワールドカップ南米予選には13試合に出場した。2010年6月、本大会に出場するパラグアイ代表メンバー23人に選出された。本大会グループリーグではセンターハーフとして全3試合にフル出場し、及第点の働きを見せた。決勝トーナメント1回戦の日本戦には出場しなかったが、準々決勝のスペイン戦には先発出場し、後半開始早々に惜しいスルーパスを放った。2014年6月1日のフランスとの親善試合で代表初得点を挙げた。

## 代表歴

### 出場大会
- パラグアイ代表
  - 2010 FIFAワールドカップ

### 試合数
- 国際Aマッチ 72試合 2得点（2007年-2017年）[2]

| パラグアイ代表 | 国際Aマッチ | 国際Aマッチ |
| 年             | 出場        | 得点        |
| -------------- | ----------- | ----------- |
| 2007           | 7           | 0           |
| 2008           | 10          | 0           |
| 2009           | 7           | 0           |
| 2010           | 8           | 0           |
| 2011           | 10          | 0           |
| 2012           | 7           | 0           |
| 2013           | 3           | 0           |
| 2014           | 6           | 1           |
| 2015           | 10          | 0           |
| 2016           | 0           | 0           |
| 2017           | 4           | 1           |
| 通算           | 72          | 2           |

## タイトル
クラブ・リベルタ
- パラグアイ・リーグ:5回

2006, 2007, 2008アペルトゥーラ, 2008クラウスーラ, 2010クラウスーラ
CRフラメンゴ
- コパ・ド・ブラジル:1回

2013
- カンピオナート・カリオカ:1回

2014
セロ・ポルテーニョ
- パラグアイ・リーグ:1回

2017クラウスーラ